# Parco nazionale dei laghi di Braslav
Il parco nazionale dei laghi di Braslav (in bielorusso Natsyyanal'ny Park Braslawskija Azyory) è uno dei quattro parchi nazionali della Bielorussia. Istituito nel settembre del 1995, protegge un ecosistema unico che comprende un gran numero di laghi e una vasta foresta di pini. Copre una superficie totale di 691 km², sulla quale si trovano 30 laghi. I tre laghi più grandi sono il Dryvyaty (il quinto del paese per dimensioni), lo Snudy (il nono) e lo Strusta (il sedicesimo).

## Geografia
Il parco nazionale si trova nel distretto di Braslaŭ (o Braslav), nel nord-ovest della Bielorussia, vicino al confine con la Lituania. A nord il suo confine corre proprio lungo la frontiera tra i due paesi. Il parco si estende da sud-ovest a nord-est per 55 km di lunghezza, con un'ampiezza variabile tra 5 e 29 km, e copre una superficie totale di 691 km². Nella parte meridionale del parco si estendono pianure con foreste di conifere e di specie decidue, inframmezzate da diversi tipi di zona umida. Nella foresta si trova il lago Bohinskaye - considerato uno dei più belli della regione. Le foreste coprono in tutto 310 km². I migliori itinerari a piedi e in bicicletta si dipanano tra i bei boschi di pini e abeti di Borunsky, Belmont, Boguinsky e Druiskaya Dača.
I 30 laghi, grandi e piccoli e tutti collegati tra loro, coprono una superficie di 114 km². I più grandi sono il Drivyaty, lo Snudy, lo Strusta, il Voiso, il Volosovo, il Nedrovo, il Nespiš e il Bereže. Questo gruppo di laghi costituisce il nucleo centrale del parco.

## Fauna
La riserva ospita numerose specie di animali, tra cui alcune rare: tassi, linci, orsi bruni, cigni; questi ultimi, in particolare, un tempo quasi assenti in zona, oggi popolano in numeri sostenibili i laghi del parco. Tra le altre specie avvistabili figurano la cicogna nera, la gru cenerina, il gabbiano reale nordico, la pernice bianca nordica e il piovanello pancianera.
I laghi di Braslav sono particolarmente ricchi di pesci, tra i quali lucioperche, abramidi, bianchetti, tinche e coregoni. Altri animali presenti nel parco sono cinghiali, caprioli, scoiattoli, lepri, volpi, procioni, lupi, martore, lontre e visoni.